# Pirâmide de degraus

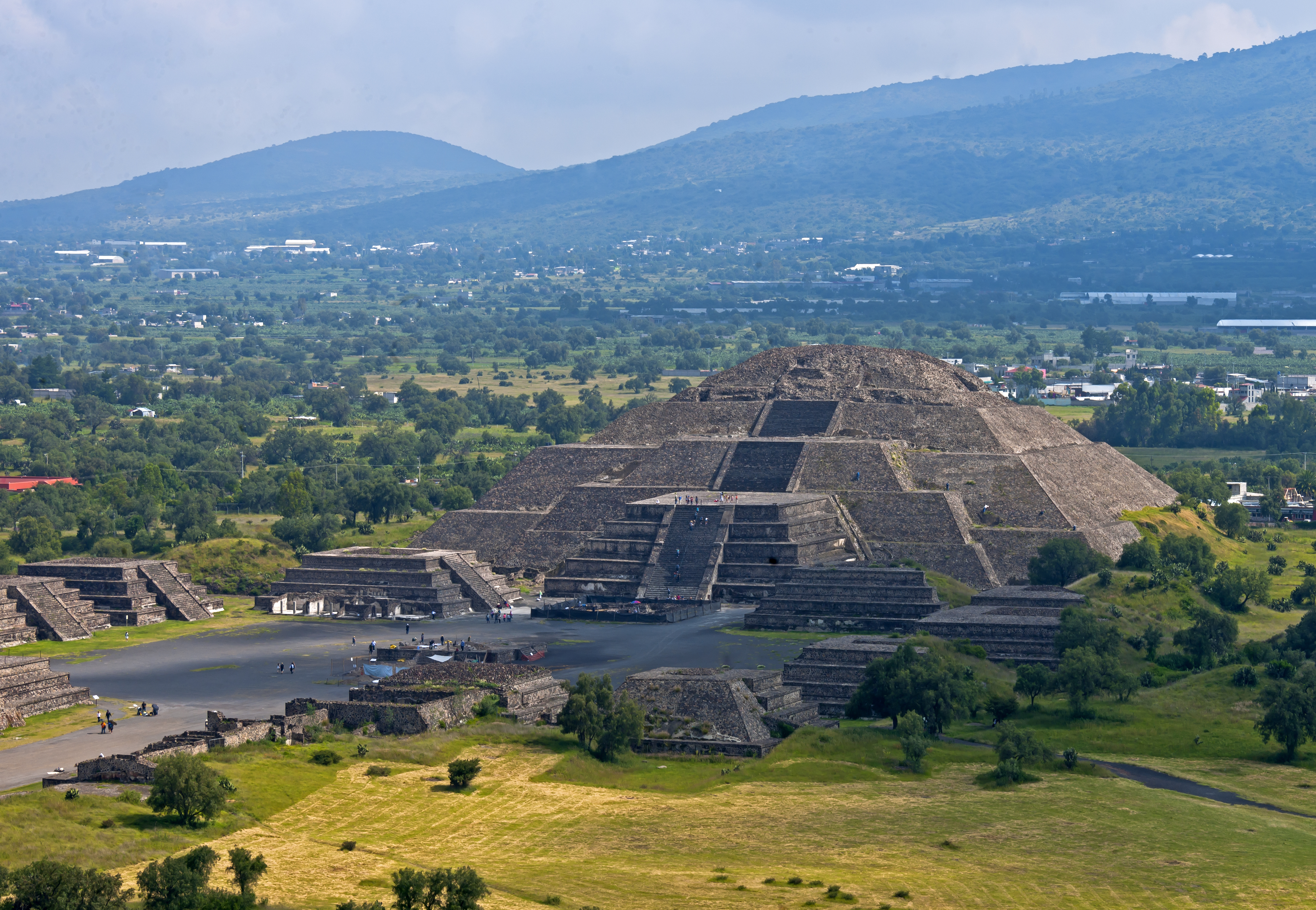
Pirâmide de Teotihuacan, México

A pirâmide de degraus é um estilo de pirâmides usado na Antiguidade, tanto no Antigo Egipto como no Mesopotâmia, na Pérsia e na Mesoamérica.

## História

### Egito

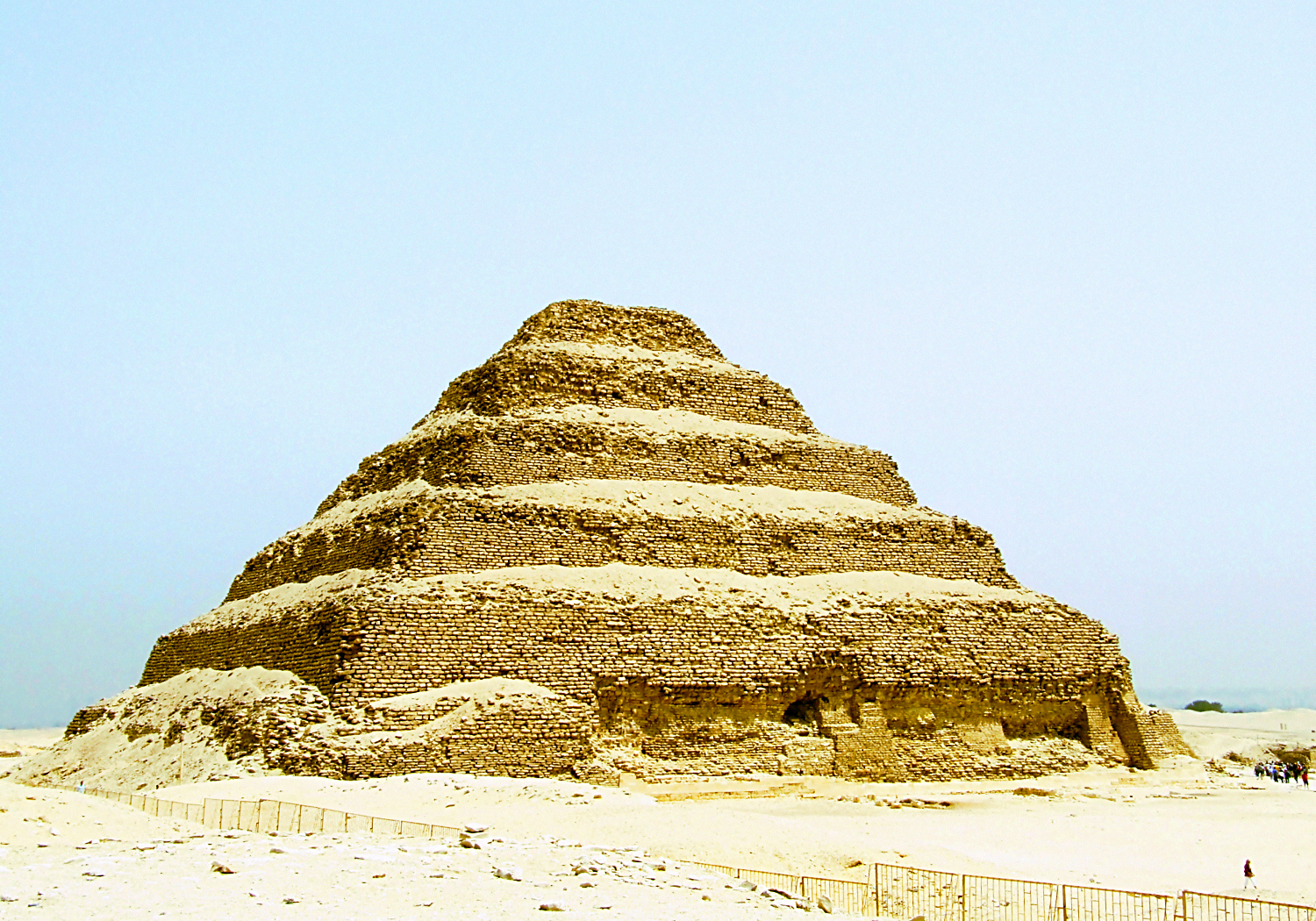
Pirâmide de Djoser em Sacará

A pedido do faraó Djoser, o arquiteto Imhotep projetou a primeira pirâmide que foi feita em degraus para guardar o corpo do rei. Imhotep imaginou esta pirâmide como a ascensão do rei rumo ao deus Sol. Enquanto o rei subia os degraus que iam aumentando de altura, o deus Sol ficava cada vez mais próximo do rei em sua partida para o outro mundo. Era como se a alma do rei quando partisse deste mundo, subisse os degraus rumo ao encontro com o deus Sol e chegasse plenamente ao Além. Essa estrutura também foi utilizada para representar o Estado egípcio, onde a classe mais baixa ficava nos primeiros degraus e conforme o poder aquisitivo da pessoa era maior, o degrau a ela identificado era de maior altura.
Neste sentido, o reinado de Djoser marca uma ruptura importante, o início de um período criativo, no qual o Egito emerge da obscuridade dos primórdios da história e entra no período resplandecente das pirâmides do Império Antigo. O recinto funerário, que mede 540m por 278m, constitui a mais antiga construção monumental do mundo inteiramente erigida em pedra talhada. Edificado com materiais duradouros, é uma imagem perpétua do Egito e da sua sociedade. Djoser e Imhotep descobriram a pedra talhada como material de construção e criaram a primeira arquitetura monumental, através de construções cuja forma e conteúdo simbólico marcariam a formação do Estado egípcio.